# 주먹이 운다 (텔레비전 프로그램)
《주먹이 운다》(영어: Crying fist)는 대한민국의 리얼리티 텔레비전 프로그램으로 종합격투기 단체 로드 FC가 실시하는 종합격투기 오디션 경연 대회이다. 2011년 4월 25일부터 2014년 11월 18일까지 케이블 채널 XTM을 통해 총 4 시즌에 걸쳐 방송되었다. 일반적으로 프로 종합격투기 선수들이 아닌 일반인들이 참가를 신청하고 심사를 통해 선발된 자격을 갖춘 도전자들을 멘토 겸 코칭스태프들이 팀으로 나누어 각각 훈련 지원을 하여 최종 토너먼트까지 이끌게 된다. 우승자는 상금과 함께 로드 FC 프로 무대에 서는 기회를 갖게 된다.

## 시즌 목록
| # | 시즌 제목                                                                 | 방송 채널 | 방송 기간               |
| - | ------------------------------------------------------------------------- | --------- | ----------------------- |
| 1 | 주먹이 운다 시즌 1 - 심장을 울리는 한방                                   | XTM       | 2011.04.25 - 2011.07.18 |
| 2 | 주먹이 운다 시즌 2 - 싸움의 고수                                          | XTM       | 2011.10.17 - 2012.01.16 |
| 3 | 주먹이 운다 시즌 3 - 영웅의 탄생                                          | XTM       | 2014.01.07 - 2014.02.25 |
| 4 | 주먹이 운다 - 도쿄 익스프레스 (주먹이 운다 시즌 3 - 영웅의 탄생 스핀오브) | XTM       | 2014.05.25 - 2014.06.15 |
| 5 | 주먹이 운다 시즌 4 - 용쟁호투                                             | XTM       | 2014.09.16 - 2014.11.18 |

## 주먹이 운다 시즌 1 - 심장을 울리는 한방

### 구성
매 회마다 두 팀멘토들이 수많은 참가 신청자 중에서 자신의 팀에서 활약할 도전자들을 매 회마다 선정, 직접 찾아가 합격 소식을 전한다. 이후 각 도전자는 각 팀멘토들에게 얼마동안 격투 기술, 경기 전략, 고된 감량을 참아 내는법, 진정한 파이터로서의 자세 등을 배우며 특별 훈련을 받게 되고 로드 FC 대회가 치러지는 경기장의 케이지와 대동소이한 무대가 설치된 대형 스튜디오에서 실제 경기 룰에 따라 인생 최고의 승부를 펼치게 된다.

### 규칙
도전자들은 메디컬 체크를 거쳐 3분 3라운드로 승부하며 종합격투기 룰에 따라 타격, 레슬링, 주짓수 등 다양한 방식으로 승부할 수 있다. 도전자들의 합의 하에 입식 타격이나 그래플링 같은 한 가지 방식으로 승부할 수도 있다. 단, 팔꿈치 공격과 그라운드 니킥은 금지되어 있다.

### 출연자
- 진행 : 윤형빈
- 멘토
  - 블루팀 : 서두원, 윤형빈
  - 레드팀 : 김대환, 줄리엔 강
- 스페셜 멘토 : 김태원
- 해설 : 김대환, 윤형빈

### 승자
- 각 회 : 이대웅, 박우주, 프레드릭 슬론, 김지형, 차인호, 조영민, 오주환, 손별, 김은수, 김재기, 김종대
- 올스타 빅 매치 : 오주환, 최재현, 차인호

### 로드 FC 데뷔 도전자
- 프레드릭 슬론
- 김지형
- 차인호
- 김은수
- 김종대
- 최재현
- 이한근

### 에피소드
- 01회 - 치과의사 VS 전직 폭력배 (이대웅 VS 이한근)
- 02회 - 현직 변호사 VS 엘리트 영업사원 (박우동 VS 박우주)
- 03회 - 외국인 강사 VS 제과점 사장 (프레드릭 슬론 VS 유영우)
- 04회 - 바리스타 VS 전직 모델 (조태산 VS 김지형)
- 05회 - 유도 사범 VS 특공무술 사범 (차인호 VS 최재현)
- 06회 - 스페셜
- 07회 - 놀이동산 공연팀 VS PC방 주인 (백은호 VS 조영민)
- 08회 - 체육교사 VS 떡볶이 사장 (유진석 VS 오주환)
- 09회 - 40대 교수님 VS 20대 대학생 (손별 VS 장용호)
- 10회 - 헬스보이 VS 채소장수 (김은수 VS 조자성)
- 11회 - 현직 경찰 VS 부산 소년 (김재기 VS 최성훈)
- 12회 - HID 특수부대원 VS 이라크 파병부대원 (김종대 VS 한봉현)
- 13회 - 올스타 빅 매치 (이한근 VS 오주환 / 최재현 VS 이대웅 / 차인호 VS 프레드릭 슬론)

### OST
- 이제 (브라운 아이드 소울(영준)
- 주먹이 운다 (소울다이브 & 임재범)
- 고백 (이석훈)

## 주먹이 운다 시즌 2 - 싸움의 고수

### 구성

#### 지역 예선
본선 토너먼트에 오를 지역별 우승자를 선정하기 위해 지역별 도전자 30명을 선발, 각 도전자들이 이재선 · 김훈 · 유우성 · 박정교 · 이둘희 · 명현만 등 현역 프로 선수들로 구성된 절대고수들 중 2인과 총 3분 동안 직접 맞붙는 지옥의 3분을 진행하여 서두원을 비롯 역대 격투계의 전설적인 선수들로 구성된 판정단의 경고등 유무로 통과자와 탈락자를 먼저 가린다. 판정단의 경고등이 3개 들어오면 탈락, 2개 들어오면 판정단의 의논을 통해 탈락 여부를 결정한다. 이후 다시 판정단의 엄격한 검증을 통해 통과자 중 최종 본선진출자 4명을 결정하고 마지막으로 실제 로드 FC가 사용하는 케이지에서 최고수전을 진행, 지역별 우승자를 결정한다.
| 구분  | 지역       | 지옥의 3분 통과자 (최종 4강 진출 도전자) | 최고수전 | 최고수전 | 최고수전 | 최고수전 | 최고수전 | 최고수전 | 지역별 우승자 (본선 토너먼트 진출자) |
| 구분  | 지역       | 지옥의 3분 통과자 (최종 4강 진출 도전자) | 준결승전 | 준결승전 | 준결승전 | 결승전   | 결승전   | 결승전   | 지역별 우승자 (본선 토너먼트 진출자) |
| ----- | ---------- | ---------------------------------------- | -------- | -------- | -------- | -------- | -------- | -------- | ------------------------------------ |
| A블록 | 1회 서울1  | 강성대, 임상영, 박광수, 차윤동           | 박광수   | def.     | 차윤동   | 박광수   | def.     | 임상영   | 박광수                               |
| A블록 | 1회 서울1  | 강성대, 임상영, 박광수, 차윤동           | 임상영   | def.     | 강성대   | 박광수   | def.     | 임상영   | 박광수                               |
| A블록 | 2회 광주   | 홍성호, 김성렬, 류정용, 장기호           | 홍성호   | def.     | 장기호   | 류정용   | def.     | 홍성호   | 류정용                               |
| A블록 | 2회 광주   | 홍성호, 김성렬, 류정용, 장기호           | 류정용   | def.     | 김성렬   | 류정용   | def.     | 홍성호   | 류정용                               |
| A블록 | 3회 부산   | 김현성, 손규민, 이정원, 고영규           | 고영규   | def.     | 손규민   | 이정원   | def.     | 고영규   | 이정원                               |
| A블록 | 3회 부산   | 김현성, 손규민, 이정원, 고영규           | 이정원   | def.     | 김현성   | 이정원   | def.     | 고영규   | 이정원                               |
| A블록 | 4회 경기도 | 박동현, 김태진, 고병수, 김경호           | 김태진   | def.     | 김경호   | 김태진   | def.     | 박동현   | 김태진                               |
| A블록 | 4회 경기도 | 박동현, 김태진, 고병수, 김경호           | 박동현   | def.     | 고병수   | 김태진   | def.     | 박동현   | 김태진                               |
| B블록 | 5회 경상도 | 김이삭, 이준건, 김한얼, 김호원           | 이준건   | def.     | 김한얼   | 김이삭   | def.     | 이준건   | 김이삭                               |
| B블록 | 5회 경상도 | 김이삭, 이준건, 김한얼, 김호원           | 김이삭   | def.     | 김호원   | 김이삭   | def.     | 이준건   | 김이삭                               |
| B블록 | 6회 서울2  | 김대명, 장성환, 주의환, 김한우           | 주의환   | def.     | 김한우   | 김대명   | def.     | 주의환   | 김대명                               |
| B블록 | 6회 서울2  | 김대명, 장성환, 주의환, 김한우           | 김대명   | def.     | 장성환   | 김대명   | def.     | 주의환   | 김대명                               |
| B블록 | 7회 충청도 | 임병하, 한이문, 조성민, 김준회           | 김준회   | def.     | 조성민   | 한이문   | def.     | 김준회   | 한이문                               |
| B블록 | 7회 충청도 | 임병하, 한이문, 조성민, 김준회           | 한이문   | def.     | 임병하   | 한이문   | def.     | 김준회   | 한이문                               |
| B블록 | 8회 강원도 | 이상태, 이정빈, 김제민, 지연             | 이정빈   | def.     | 이상태   | 이정빈   | def.     | 김제민   | 이정빈                               |
| B블록 | 8회 강원도 | 이상태, 이정빈, 김제민, 지연             | 김제민   | def.     | 지연     | 이정빈   | def.     | 김제민   | 이정빈                               |

#### 본선 토너먼트
본선 8강 토너먼트는 블록별로 진행된다. A블록에서는 이정원(경상도)이 우승, 최종 결승전에 올랐고, B블록에서는 김대명(서울2)이 우승, 최종 결승전에 올랐다. 하지만 김대명(서울2)이 부상으로 경기를 치를 수 없는 상황이 되었고, 대체 선수로 김대명에게 패해 결승 진출이 좌절됐던  한이문(충청도)을 리저브로서 최종 결승전에 대체 투입시키려 했으나 한이문 마저 계속되는 경기로 인한 잔부상으로 경기를 더 이상 치를 수 없는 상황이 되어 결국 이정원 선수가 부전승으로 우승을 차지했다.
|  | 8강전             | 8강전           |                 |                | 준결승전 | 준결승전 |  |  | 결승전 | 결승전 |
|  |                   |                 |                 |                |          |          |  |  |        |        |
|  | B블록 4강전 2경기 |                 |                 |                |          |          |  |  |        |        |
|  |                   |                 |                 |                |          |          |  |  |        |        |
|  | 이정빈 (강원도)   | 2R              |                 |                |          |          |  |  |        |        |
|  | 이정빈 (강원도)   | 2R              | B블록 결승전    |                |          |          |  |  |        |        |
|  | 한이문 (충청도)   | TKO(기권)       |                 |                |          |          |  |  |        |        |
|  | 한이문 (충청도)   | TKO(기권)       | 한이문 (충청도) | 3R             |          |          |  |  |        |        |
|  | B블록 4강전 1경기 |                 | 한이문 (충청도) | 3R             |          |          |  |  |        |        |
|  |                   | 김대명 (서울2)  | 판정            |                |          |          |  |  |        |        |
|  | 김대명 (서울2)    | 김대명 (서울2)  | 판정            | 판정           |          |          |  |  |        |        |
|  | 김대명 (서울2)    |                 | 최종 결승전     | 판정           |          |          |  |  |        |        |
|  | 김이삭 (경상도)   | 3R              |                 |                |          |          |  |  |        |        |
|  | 김이삭 (경상도)   | 3R              | 김대명 (서울2)  | -              |          |          |  |  |        |        |
|  | A블록 4강전 2경기 |                 | 김대명 (서울2)  | -              |          |          |  |  |        |        |
|  |                   | 이정원 (경상도) | 부전승          |                |          |          |  |  |        |        |
|  | 김태진 (경기도)   | 이정원 (경상도) | 부전승          | 3R             |          |          |  |  |        |        |
|  | 김태진 (경기도)   | A블록 결승전    |                 | 3R             |          |          |  |  |        |        |
|  | 이정원 (경상도)   | TKO(펀치)       |                 |                |          |          |  |  |        |        |
|  | 이정원 (경상도)   | TKO(펀치)       | 이정원 (경상도) | 판정           |          |          |  |  |        |        |
|  | A블록 4강전 1경기 |                 | 이정원 (경상도) | 판정           |          |          |  |  |        |        |
|  |                   | 류정용 (전라도) | 3R              |                |          |          |  |  |        |        |
|  | 류정용 (전라도)   | 류정용 (전라도) | 3R              | 서브미션(암바) |          |          |  |  |        |        |
|  | 류정용 (전라도)   |                 |                 | 서브미션(암바) |          |          |  |  |        |        |
|  | 박광수 (서울1)    | 2R              |                 |                |          |          |  |  |        |        |
|  | 박광수 (서울1)    | 2R              |                 |                |          |          |  |  |        |        |

### 우승자
- 이정원

### 로드 FC 데뷔 도전자
- 이정원
- 한이문
- 김이삭
- 박광수
- 김대명
- 임병하

### 출연자
- 진행
  - 김태현
  - 김대환
  - 서두원
- 해설
  - 김대환
  - 김태현
- 지역 예선 판정단

| 명단       | 명단                     |
| ---------- | ------------------------ |
| 1회 서울1  | 문성길, 김재엽, 서두원   |
| 2회 광주   | 박종팔, 최무배, 서두원   |
| 3회 부산   | 김동현, 양동이, 정찬성   |
| 4회 경기도 | 장정구, 이동준, 서두원   |
| 5회 경상도 | \|김광선, 김용남, 서두원 |
| 6회 서울2  | 이왕표, 심권호, 서두원   |
| 7회 충청도 | 하형주, 변정일, 서두원   |
| 8회 강원도 | 황충재, 정문홍, 서두원   |

- 본선 토너먼트 멘토
  - 박종팔
  - 심권호
  - 임치빈
  - 김용남
  - 정찬성
  - 정문홍

### 에피소드
- 01회 - 서울1 예선
- 02회 - 광주 예선
- 03회 - 부산 예선
- 04회 - 경기도 예선
- 05회 - A블록 프리뷰
- 06회 - 경상도 예선
- 07회 - 서울2 예선
- 08회 - 충청도 예선
- 09회 - 강원도 예선
- 10회 - 관 vs 관
- 11회 - 본선 A블록 토너먼트
- 12회 - 라스트 첼린저
- 13회 - 본선 B블록 토너먼트

## 주먹이 운다 시즌 3 - 영웅의 탄생

### 구성

#### 지역예선
첫번째 관문은 지옥의 3분이다. 전국에서 2,200명의 도전자들이 지원한 가운데 20대1의 경쟁률을 뚫고 합격한 120명의 도전자들이 서울, 부산. 대전에서 진행하는 지역예선에서 현역 프로 선수들로 구성된 절대고수들 중 2인과 총 3분(1분 30초 2라운드이며 1라운드는 입식 타격룰, 2라운드는 MMA룰로 진행) 동안 직접 맞붙는 지옥의 3분을 진행하여 세 팀(광기팀, 독기팀, 용기팀)의 멘토들이 도전자들의 실력을 판가름 해 버튼을 눌러 최종합격자를 결정한다. 경기가 진행되는 동안 주먹버튼이 켜질 경우 자동 합격, 주먹 버튼이 안켜질 경우 불합격이다. 세 팀 모두 스톱 버튼을 누를 경우에는 경기가 자동 종료된다. 모든 지역예선이 종료된 결과 총 29명의 합격자가 결정됐다.
- 광기팀 : 주현민, 전재현, 임병희, 김샘이깊은물, 김승원, 김진, 최익호, 김재훈, 권순홍, 김용재 (10명)
- 독기팀 : 김경수, 임진용, 오정두, 김해원, 박지수, 김형수, 김뿌리, 박형근, 최한빈, 이찬호 (10명)
- 용기팀 : 김용근, 정원희, 박현우, 박승빈, 홍영기, 남재윤, 곽성익, 윤성준, 박충일 (9명)

#### 최종 팀원 서바이벌 배틀 매치
각 팀 10명씩 총 30명의 도전자를 선발하기로 한 가운데 결원이 발생하여 정문홍 대표와 김대환 해설위원이 지역예선에서 탈락한 최부용, 원구연, 안기수를 와일드카드로 긴급히 선발하여 데리고 온다. 광기팀에서는 김승원의 불참으로 안기수가 와일드카드로 선발되었고, 독기팀에서는 원래 부족한 인원 1명과 박충일의 불참으로 최부용과 원구연이 와일드카드로 선발되었다. 이들 총 30명의 도전자들은 팀내 1대1 서바이벌 배틀 매치를 통해 각 팀 5명씩, 총 15명의 도전자들로 추려지며 최종 선발된다.
| 광기팀 | 광기팀 | 광기팀       | 독기팀 | 독기팀 | 독기팀 | 용기팀 | 용기팀 | 용기팀 |
| ------ | ------ | ------------ | ------ | ------ | ------ | ------ | ------ | ------ |
| 전재현 | def.   | 주현민       | 임진용 | def.   | 김경수 | 김용근 | def.   | 정원희 |
| 임병희 | def.   | 김샘이깊은물 | 오정두 | def.   | 김해원 | 박현우 | def.   | 최부용 |
| 안기수 | def.   | 김진         | 김형수 | def.   | 박지수 | 홍영기 | def.   | 박승빈 |
| 최익호 | def.   | 김재훈       | 박형근 | def.   | 김뿌리 | 곽성익 | def.   | 남재윤 |
| 김용재 | def.   | 권순홍       | 이찬호 | def.   | 최한빈 | 윤성준 | def.   | 원구연 |

#### 토너먼트 팔씨름 & 팀원 트레이드
팀원 트레이드는 더욱 더 강한 팀을 만들기 위한 취지로 도입된 제도로서 트레이드 우선권 순으로 상대팀 에이스 1명과 자신의 팀 1명을 교환할 수 있다. 트레이드 우선권을 먼저 쟁취하기 위해서는 멘토들이 토너먼트 팔씨름을 벌여서 상위 순위에 올라야 한다. 대진은 추첨을 통해 용기팀과 광기팀이 먼저 싸우고 여기서 이긴 팀이 독기팀과 결승을 치루게 되었다. 토너먼트 팔씨름에 우승한 독기팀의 멘토 남의철/윤형빈은 광기팀으로부터 최익호를 영입하고 임진용을 내주었다. 토너먼트 팔씨름에서 준우승한 광기팀의 멘토 육진수/뮤지는 용기팀으로부터 곽성익을 영입하고 임진용을 내주었다. 토너먼트 팔씨름에서 3위를 차지한 용기팀의 멘토 서두원/이훈은 독기팀으로부터 박형근을 영입하고 안기수를 내주었다.
| 토너먼트 팔씨름 | 토너먼트 팔씨름 | 토너먼트 팔씨름 | 토너먼트 팔씨름 | 팀원 트레이드 | 팀원 트레이드                                          |
| 준결승전        | 준결승전        | 결승전          | 결승전          | 팀원 트레이드 | 팀원 트레이드                                          |
| --------------- | --------------- | --------------- | --------------- | ------------- | ------------------------------------------------------ |
| 서두원 (용기팀) | 패              | 남의철 (독기팀) | 승              | 광기팀        | 전재현, 임병희, 안기수, 최익호, 김용재                 |
| 서두원 (용기팀) | 패              | 남의철 (독기팀) | 승              | 광기팀        | 트레이드 결과 : 전재현, 임병희, 곽성익, 임진용, 김용재 |
| 서두원 (용기팀) | 패              | 남의철 (독기팀) | 승              | 독기팀        | 임진용, 오정두, 김형수, 박형근, 이찬호                 |
| 육진수 (광기팀) | 승              | 육진수 (독기팀) | 패              | 독기팀        | 트레이드 결과 : 최익호, 오정두, 김형수, 김용근, 이찬호 |
| 육진수 (광기팀) | 승              | 육진수 (독기팀) | 패              | 용기팀        | 박형근, 박현우, 홍영기, 곽성익, 윤성준                 |
| 육진수 (광기팀) | 승              | 육진수 (독기팀) | 패              | 용기팀        | 트레이드 결과 : 김용근, 박현우, 홍영기, 안기수, 윤성준 |

#### 팀훈련 & 최종 탈락자 결정전
각 팀 멘토들은 각각 팀훈련 미션을 자신의 팀원들에게 수행하게 하여 점수를 매기고, 최저 점수를 받은 팀원 2인을 선택, 케이지 위에서 3분 2라운드 대결을 벌이게 한다. 여기서 패배한 각 팀의 선수는 즉시 탈락하게 된다. 광기팀은 임진용에 패한 김용재가 탈락했고, 독기팀은 최익호에 패한 이찬호가 탈락했다. 용기팀은 안기수가 팀훈련 도중 부상이 도져 일치감치 자진 하차했다. 이 미션에서는 각 팀마다 1명씩, 총 3명인이 탈락하여 도전자들은 각 팀 4명씩, 총 12명이 됐다.
- 광기팀 : 기본훈련, 상상초월 테스트 / 최종 탈락자 결정전 - 임진용 VS 김용재
- 독기팀 : 팀 산악 레이스 훈련 / 최종 탈락자 결정전  최익호 VS 이찬호
- 용기팀 : 기본훈련, 케틀벨 박스스텝 테스트, 팀 수중 훈련, 팀 수중 킥 훈련 / 최종 탈락자 - 안기수 (발목 부상 부위가 도져 팀훈련 도중 자진 하차)

#### 지옥의 트라이앵글 - 상대팀 현판 깨기
각 팀 멘토들은 각각 1인 공격조를 선정, 3인 수비조로 구성된 상대팀으로 보내 현판 깨기를 수행하게 한다.  2분 3라운드, 상대팀 3인 수비조는 각 라운드 마다 1명씩 나올 수 있다. 1인 공격조는 전 라운드를 버텨내고 현판 깨기에 성공할 경우 상대팀 수비조 3인 중 1인을 탈락시킬 수 있다. 반대로 상대팀 3인 수비조를 상대하는 도중 KO되거나 기권패 하면 1인 공격조가 즉시 탈락하게 된다. 미션 결과 1인 공격조인 광기팀의 전재현과 용기팀의 박현우가 각각 상대팀 현판 깨기에 실패, 즉시 탈락했고, 독기팀의 김형수는 상대팀 현판 깨기에 성공, 상대팀 3인 중 용기팀의 윤성준을 지목하여 탈락시켰다. 이로서 도전자는 12명에서 9명으로 줄어들었다. (광기팀 3명, 독기팀 4명, 용기팀 2명)
| 결과                                                                        | 남은 도전자                                                                                     |
| --------------------------------------------------------------------------- | ----------------------------------------------------------------------------------------------- |
| 1인 공격조 광기팀 전재현 (실패) VS 3인 수비조 독기팀 김용근                 | 광기팀 : 임병희, 곽성익, 임진용 독기팀 : 김형수, 오정두, 김용근, 최익호 용기팀 : 박형근, 홍영기 |
| 1인 공격조 독기팀 김형수 (성공) VS 3인 수비조 용기팀 윤성준, 홍영기, 박형근 | 광기팀 : 임병희, 곽성익, 임진용 독기팀 : 김형수, 오정두, 김용근, 최익호 용기팀 : 박형근, 홍영기 |
| 1인 공격조 용기팀 박현우 (실패) VS 3인 수비조 광기팀 임진용, 임병희         | 광기팀 : 임병희, 곽성익, 임진용 독기팀 : 김형수, 오정두, 김용근, 최익호 용기팀 : 박형근, 홍영기 |

- 1인 공격조 광기팀 전재현 (실패) VS 3인 수비조 독기팀 김용근
- 1인 공격조 독기팀 김형수 (성공) VS 3인 수비조 용기팀 윤성준, 홍영기, 박형근
- 1인 공격조 용기팀 박현우 (실패) VS 3인 수비조 광기팀 임진용, 임병희

#### 참호 격투
각 팀 멘토들은 각 팀원 중 대표 2인을 선발, 참호 안으로 들어가 상대팀원을 밖으로 밀어내게 한다. 끝까지 살아남는 팀원은 다른 팀원 1명을 지목하여 탈락킬 수 있다. 참호 격투장 밖으로 한 부위가 올라갈 경우 아웃되고, 펀치나 킥 등을 사용해도 반칙으로 인정되어 아웃된다. 미션 결과 광기팀의 임병희, 곽성익이 끝까지 살아남아 독기팀의 강자 김형수를 지목해 탈락시켰다.
| 팀     | 결과                     | 남은 도전자            |
| ------ | ------------------------ | ---------------------- |
| 광기팀 | 임병희 (승), 곽성익 (승) | 임병희, 곽성익, 임진용 |
| 독기팀 | 김형수 (패), 오정두 (패) | 오정두, 김용근, 최익호 |
| 용기팀 | 박형근 (패), 홍영기 (패) | 박형근, 홍영기         |

#### 본선 8강전 지목권 획득 미션 & 대진 결정
살아남은 8인의 도전자들에게 눈밭에 숨겨진 공을 찾아오게 하고 그 공에 적힌 번호 순서대로 상대 선수를 지목하게 하는 상대 선수 지목권 번호 획득 미션을 수행하게 하여 상대 선수를 지목하게 한 후 그 결과로 8강전 대진을 정한다.
- 1번 공을 찾아온 우선권 1순위 홍영기(용기팀)는 임병희(광기팀)를 지목,
- 2번 공을 찾아온 우선권 2순위 오정두(독기팀)는 곽성익(광기팀)을 지목,
- 3번 공을 찾아온 우선권 3순위 임진용(광기팀)은 최익호(독기팀)를 지목,
- 4번 공을 찾아온 우선권 4순위 박형근(용기팀)은 마지막 남은 1명 김용근(독기팀)을 자동 지목하게 됐다.

#### 본선 토너먼트 (8강전 라이벌 매치 & 준결승전 & 결승전)
최종 우승자를 결정짓기 위한 8인 도전자들의 본선 토너먼트가 전개된다. 8강전 라이벌 매치에서 승리한 4인의 도전자들은 준결승전에 오르게 되고, 준결승전에서 다시 승리한 선수들은 최후의 2인에 이름을 올리면서 결승전을 치르게 된다. 8강전과 준결승전은 2분 3라운드, 결승전은 5분 2라운드로 진행되며, 승부가 나지 않을 경우 연장 라운드가 주어진다. 결승전은 실제 로드 FC 대회가 치러지는 경기장에서 진행된다. 본선 토너먼트 결과 8강전에서 살아올라온 박형근, 곽성익, 최익호, 임병희 4인의 준결승전에서 임병희와 박형근이 각각 최익호, 곽성익을 꺾고 결승전에 올랐고, 결승전에서 임병희와 박형근은 연장전까지 가는 치열한 접전 끝에 강한 체력을 발휘한 임병희가 강력한 니킥으로 박형근을 쓰러트리며 최종 우승울 차지했다. 
|  | 8강전                   | 8강전           |                  |         | 준결승전 | 준결승전 |  |  | 결승전 | 결승전 |
|  |                         |                 |                  |         |          |          |  |  |        |        |
|  | 8강전 라이벌 매치 2경기 |                 |                  |         |          |          |  |  |        |        |
|  |                         |                 |                  |         |          |          |  |  |        |        |
|  | 오정두 (독기팀)         | 3R              |                  |         |          |          |  |  |        |        |
|  | 오정두 (독기팀)         | 3R              |                  |         |          |          |  |  |        |        |
|  | 곽성익 (광기팀)         | TKO             |                  |         |          |          |  |  |        |        |
|  | 곽성익 (광기팀)         | TKO             | 곽성익 (광기팀)  | 3R      |          |          |  |  |        |        |
|  | 8강전 라이벌 매치 4경기 |                 | 곽성익 (광기팀)  | 3R      |          |          |  |  |        |        |
|  |                         | 박형근 (용기팀) | 판정             |         |          |          |  |  |        |        |
|  | 박형근 (용기팀)         | 박형근 (용기팀) | 판정             | 판정    |          |          |  |  |        |        |
|  | 박형근 (용기팀)         |                 |                  | 판정    |          |          |  |  |        |        |
|  | 김용근 (독기팀)         | 3R              |                  |         |          |          |  |  |        |        |
|  | 김용근 (독기팀)         | 3R              | 박형근 (용기팀)  | 연장 3R |          |          |  |  |        |        |
|  | 8강전 라이벌 매치 3경기 |                 | 박형근 (용기팀)  | 연장 3R |          |          |  |  |        |        |
|  |                         | 임병희 (광기팀) | TKO              |         |          |          |  |  |        |        |
|  | 임진용 (광기팀)         | 임병희 (광기팀) | TKO              | 3R      |          |          |  |  |        |        |
|  | 임진용 (광기팀)         |                 |                  | 3R      |          |          |  |  |        |        |
|  | 최익호 (독기팀)         | 판정            |                  |         |          |          |  |  |        |        |
|  | 최익호 (독기팀)         | 판정            | 최익호 (독기팀)  | 2R      |          |          |  |  |        |        |
|  | 8강전 라이벌 매치 1경기 |                 | 최익호 (독기팀)  | 2R      |          |          |  |  |        |        |
|  |                         | 임병희 (광기팀) | 서브미션 (키 록) |         |          |          |  |  |        |        |
|  | 홍영기 (용기팀)         | 임병희 (광기팀) | 서브미션 (키 록) | 3R      |          |          |  |  |        |        |
|  | 홍영기 (용기팀)         |                 |                  | 3R      |          |          |  |  |        |        |
|  | 임병희 (광기팀)         | 판정            |                  |         |          |          |  |  |        |        |
|  | 임병희 (광기팀)         | 판정            |                  |         |          |          |  |  |        |        |

### 우승자
- 임병희

### 로드 FC 데뷔 도전자
- 임병희
- 박형근
- 홍영기
- 김형수
- 김용근
- 박현우
- 윤성준
- 김재훈
- 이찬호
- 정원희

### 출연자
- 멘토
  - 광기팀 멘토 : 육진수, 뮤지
  - 독기팀 멘토 : 남의철, 윤형빈
  - 용기팀 멘토 : 서두원, 이훈

- 해설
  - 김대환
  - 정문홍

- 도전자 (최종 합격자 기준)
  - 광기팀 : 곽성익, 김용재, 임병희, 임진용, 전재현
  - 독기팀 : 김용근, 김형수, 오정두, 이찬호, 최익호
  - 용기팀 : 박현우, 박형근, 안기수, 윤성준, 홍영기

### 에피소드
- 총 8회

## 주먹이 운다 - 도쿄 익스프레스 (주먹이 운다 시즌 3 - 영웅의 탄생 스핀오브)

### 구성
주먹이 운다 출연진에게 일본의 언더 종합격투기 단체 디 아웃사이더의 수장, 마에다 아키라가 먼저 도전장을 보낸다. 이에 주먹이 운다 시즌 3에서 최고의 캐릭터성과 스타성을 보여주었지만 실력과 운에 의해 낙마한 부산 협객 박현우, 전직 야쿠자 김재훈, 근자감 끝판왕 박형근, 모범시민 레슬러 김형수 4인방이 로드 FC 대표 정문홍, 멘토 서두원 등과 함께 일본으로 건너가 지옥 훈련 속에서 밥 샵, 미노와맨, 니콜라스 페타스 등 유명 격투가들을 만나 지도를 받고 실제 디 아웃사이더 대회가 진행되는 경기장의 링 위에서 디 아웃사이더의 선수들과 대결을 벌이게 된다.

#### 한일전 (주먹이 운다 VS 디 아웃사이더) 태그 매치
- 무제한급

1. 박현우 def. 제이슨 코지
2. 박현우 def. 다나베 다케이토

- 밴텀급

1. 박형근 def. 이토 가즈키
2. 김형수 def. 다케이치 다로

대한민국 주먹이 운다와 일본 디 아웃사이더의 대결은 무제한급 부문과 밴텀급 부문으로 나뉘어 태그 매치로 벌여졌다. 무제한급 태그 매치에서는 박현우가 일본 디 아웃사이더의 제이슨 코지, 다나베 다케이토를 상대로 모두 1라운드에 각각 서브미션(키 록), TKO로 승리, 김재훈과의 태그 없이 대한민국 주먹이 운다에 승리를 안겨다 주었다. 이어 펼쳐진 밴텀급 태그 매치에서는 박형근이 먼저 나와 이토 가즈키를 상대로 1라운드 서브미션(리어네이키드 초크로) 승을 거두었고, 박형근과 태그한 김형수 역시 다케우치 다로를 상대로 1라운드 TKO 승을 거두며 대한민국 주먹이 운다에 승리를 안겨다 주었다. 결국 대한민국 주먹이 운다와 일본 디 아웃사이더의 대결은 대한민국 주먹이 운다의 2-0 승리로 끝이 났다.

### 출연자
- 도전자
  - 주먹이 운다 (대한민국)
    - 박현우
    - 김재훈
    - 박형근
    - 김형수

  - 디 아웃사이더 (일본)
    - 제이슨 코지
    - 다나베 다케이토
    - 이토 가즈키
    - 다케우치 다로

- 중계진
  - 김대환 (해설)
  - 김수환 (캐스터)

- 서포터즈
  - 윤형빈
  - 서두원
  - 김대환
  - 정문홍
  - 송가연
  - 맹승지

### 에피소드
- 총 4회

## 주먹이 운다 시즌 4 - 용쟁호투

### 구성

#### 지역예선
전국 3,700명의 지원자 중 1차 심사에 합격한 120명의 도전자들이 서울, 부산 등지에서 3회에 걸쳐 진행하는 지역예선에서 이둘희, 전어진, 문제훈 등 현역 프로 선수들로 구성된 절대고수들 중 1인과 총 3분 동안 직접 맞붙는 지옥의 3분을 진행하고 두 팀(팀 드레곤, 팀 타이거)의 멘토들이 이들 도전자들의 실력을 판가름 해 버튼을 눌러 최종합격자 24명을 결정한다.
1. 각 라운드는 1분 30초, 총 2라운드로 진행되며 1라운드는 입식 타격룰, 2라운드는 MMA룰이다
2. 스페셜 멘토의 체인지 버튼이 켜질 경우 도전자의 상성에 맞는 절대고수로 체인지 되고 1분 30초 동안 MMA 룰로 재대결 한다.
3. 경기가 진행되는 동안 주먹버튼이 켜질 경우 자동 합격, 주먹 버튼이 안켜질 경우 불합격이다. 두 팀 모두 주먹버튼을 누를 경우 도전자는 두 팀 중 한 팀을 선택해야 하고, 두 팀 모두 스톱 버튼을 누를 경우 경기가 자동 종료된다.

모든 지역 예선이 종료된 결과 각 팀 12명 씩, 총 24명의 합격자가 결정됐다. 레슬링 선수 출신 심건오는 지옥의 3분에서 거구의 몸 답게 엄청난 힘을 보여주며 그 자리에서 정문홍 대표와 로드 FC 계약을 했고, 이후 11월에 열린 로드 FC 019 대회에서 프레데릭 슬론을 상대로 데뷔전 승리를 거뒀다.

#### 팀내 1대1 서바이벌 배틀
각 팀 6명씩, 총 12명의 도전자들을 최종 선발한다.
| 결과      | 결과      | 결과      | 결과      | 결과      | 결과      | 최종 선발 명단 | 최종 선발 명단 |
| 팀 드래곤 | 팀 드래곤 | 팀 드래곤 | 팀 타이거 | 팀 타이거 | 팀 타이거 | 팀 드래곤      | 팀 타이거      |
| --------- | --------- | --------- | --------- | --------- | --------- | -------------- | -------------- |
| 박순성    | def.      | 윤희성    | 최홍준    | def.      | 김명훈    | 박순성         | 최홍준         |
| 김승연    | def.      | 장대영    | 김영환    | def.      | 손민구    | 김승연         | 김영환         |
| 홍성민    | def.      | 김대성    | 유강설    | def.      | 한병훈    | 홍성민         | 유강설         |
| 서동수    | def.      | 김민우    | 안태영    | def.      | 장익환    | 서동수         | 안태영         |
| 안기수    | def.      | 박충일    | 최종찬    | def.      | 유제권    | 안기수         | 최종찬         |
| 권민석    | def.      | 권현제    | 박종혁    | def.      | 김태헌    | 권민석         | 박종혁         |

#### 팀내 1대1 서바이벌 탈락매치
양 팀에서 우수한 선수 4명씩을 선발, 팀간 1대1 대결을 진행한다. 진행 결과 양 팀에서 2명씩 탈락, 남은 도전자는 각 팀 4명씩, 총 8 명이 되었다.
| 경기 순서 | 결과      | 결과      | 결과      | 결과      | 남은 도전자 | 남은 도전자 |
| 경기 순서 | 팀 드래곤 | 팀 드래곤 | 팀 타이거 | 팀 타이거 | 팀 드래곤   | 팀 타이거   |
| --------- | --------- | --------- | --------- | --------- | ----------- | ----------- |
| 1 경기    | 홍성민    | 승        | 박종혁    | 패        | 홍성민      | -           |
| 2 경기    | 안기수    | 패        | 최종찬    | 승        | -           | 최종찬      |
| 3 경기    | 김승연    | 승        | 안태영    | 패        | 김승연      | -           |
| 4 경기    | 박순성    | 패        | 김영환    | 승        | -           | 김영환      |
| -         | -         |           | -         |           | 서동수      | 유강설      |
| -         | -         |           | -         |           | 권민석      | 최홍준      |

#### 팀간 4대4 팀 데스매치
팀 당 4명의 선수가 릴레이로 5분씩 대결하며 5분 안에 KO 또는 서브미션 승부가 나지 않을 경우 두 선수 다 아웃된다. 팀의 마지막 도전자일 경우 KO 또는 서브미션 승이 나올 때까지 무제한 라운드로 진행된다. 총 3번의 경고 시에는 해당 도전자는 자동 아웃 된다. 한 팀이 전멸할 때까지 진행, 승리한 팀은 팀원 중 1명이 4강 직행하고 패배한 팀은 팀원 중 1명이 탈락하게 된다. 진행 결과 팀 타이거가 마지막까지 살아남지 못하고 패배, 팀원들의 자체 회의 끝에 부상이 가장 심각한 유강설이 탈락하게 된다.
| 팀명      | 결과       | 결과       | 결과       | 결과       | 결과       | 결과       | 탈락자 | 남은 도전자                    |
| 팀명      | 1 경기     | 2 경기     | 3 경기     | 4 경기     | 5 경기     | 6 경기     | 탈락자 | 남은 도전자                    |
| --------- | ---------- | ---------- | ---------- | ---------- | ---------- | ---------- | ------ | ------------------------------ |
| 팀 드래곤 | 권민석(승) | 권민석(패) | 서동수(승) | 서동수(패) | 홍성민(패) | 김승연(승) | -      | 권민석, 서동수, 홍성민, 김승연 |
| 팀 타이거 | 최홍준(패) | 김영환(승) | 유강설(패) | 최종찬(승) | 최종찬(승) | 최종찬(패) | 유강설 | 최홍준, 김영환, 최종찬         |

#### 팀간 1대1 서바이벌 탈락 매치
팀 드래곤의 홍성민이 부전승으로 본선 4강 토너먼트에 선착한 가운데 남은 양 팀 3명의 도전자들이 4강 본선 토너먼트행 직행을 위해 1대1 대결을 벌인다. 진행 결과 팀 타이거는 3명이 모두 탈락, 4강 본선 토너먼트는 팀 드래곤 선수들 만으로 치르게 됐다. 띠라서 팀 드래곤은 해단식을 갖게 된다. (2분 3라운드, MMA 룰로 진행되며 연장은 없다.)
| 팀명      | 결과       | 결과       | 결과       | 본선 4강 토너먼트 진출자       |
| 팀명      | 1경기      | 2경기      | 3경기      | 본선 4강 토너먼트 진출자       |
| --------- | ---------- | ---------- | ---------- | ------------------------------ |
| 팀 드래곤 | 김승연(승) | 서동수(승) | 권민석(승) | 김승연, 서동수, 권민석, 홍성민 |
| 팀 타이거 | 김영환(패) | 최홍준(패) | 최종찬(패) | -                              |

#### 본선 4강전 대진 결정
본선 4강 토너먼트에 합류한 4인 도전자들은 부산으로 외출을 떠나 망망대해 위 요트 한 척에 오르게 된다. 4인 도전자들을 부른 사람은 다름 아닌 정문홍 대표였다. 로드 FC 라운드 걸 민제이. 박진아의 보좌 아래 나타난 정문홍 대표는 본선 4강 토너먼트를 앞둔 4인 도전자들에게 미션을 수행하게 하는데, 그것은 다름 아닌 본선 4강 대진표를 결정하기 위한 미션이었다. 홍성민, 권민석, 김승연, 서동수 순으로 대진표가 들어있는 테이블 위의 4개의 박스 중 한개씩을 가져가고 마찬가지로 홍성민, 권민석, 김승연, 서동수 순으로 차례로 박스를 열람했다. 열람 결과 홍성민은 2경기 홍코너, 권민석은 1경기 청코너, 김승연은 2경기 청코너를 선택했고, 서동수는 자연스럽게 1경기 홍코너를 선택하게 되었다.
- 준결승전 제 1 경기 : 권민석 VS 서동수
- 준결승전 제 2 경기 : 김승연 VS 홍성민

#### 본선 토너먼트 (4강 서바이벌 매치 & 파이널 매치)
최종 우승자를 결정짓기 위한 4인 도전자들의 본선 토너먼트가 진행된다. 4강 서바이벌 매치가 먼저 진행되어 최후의 2인이 가려지고 파이널 매치에서 최후의 1인이 되는 우승자가 결정된다. 결승전은 서울 올림픽공원 올림픽홀에서 개최된 로드 FC 019 대회에서 주먹이 운다 스페셜 매치로 로드 FC 룰에 따라 비공식 경기로 치러졌다. 
|  | 4강                | 4강                | 4강                |                    |                    | 결승               | 결승 | 결승 |  |
|  |                    |                    |                    |                    |                    |                    |      |      |  |
|  | 홍성민 (팀 드레곤) | 홍성민 (팀 드레곤) | 1R                 |                    |                    |                    |      |      |  |
|  | 홍성민 (팀 드레곤) | 홍성민 (팀 드레곤) | 1R                 |                    |                    |                    |      |      |  |
|  | 김승연 (팀 드레곤) | 김승연 (팀 드레곤) | TKO                |                    |                    |                    |      |      |  |
|  | 김승연 (팀 드레곤) | 김승연 (팀 드레곤) | TKO                |                    | 김승연 (팀 드레곤) | 김승연 (팀 드레곤) | TKO  |      |  |
|  |                    |                    |                    |                    | 김승연 (팀 드레곤) | 김승연 (팀 드레곤) | TKO  |      |  |
|  |                    |                    | 권민석 (팀 드레곤) | 권민석 (팀 드레곤) | 1R                 |                    |      |      |  |
|  | 서동수 (팀 드레곤) | 서동수 (팀 드레곤) | 권민석 (팀 드레곤) | 권민석 (팀 드레곤) | 1R                 | 1R                 |      |      |  |
|  | 서동수 (팀 드레곤) | 서동수 (팀 드레곤) |                    |                    |                    |                    |      |      |  |
|  | 권민석 (팀 드레곤) | 권민석 (팀 드레곤) | TKO                |                    |                    |                    |      |      |  |

### 우승자
- 김승연

### 로드 FC 데뷔 도전자
- 김승연
- 권민석
- 최종찬
- 심건오
- 장대영
- 박충일

### 출연자
- 윤형빈 (진행)

- 김대환 (해설)

- 도전자
  - 팀 드래곤 - 김승연, 서동수, 안기수, 권민석, 박순성, 홍성민
  - 팀 타이거 - 유강설, 최홍준, 최종찬, 안태영, 김영환, 박종혁
- 코치진

| 팀원 구분     | 팀 드래곤             | 팀 타이거         |
| ------------- | --------------------- | ----------------- |
| 감독          | 서두원                | 남의철            |
| 멘탈 트레이너 | 박준규                | 이창훈            |
| 수석 코치     | 박창세                | 김형수            |
| MMA 코치      | 권아솔                | 이길우            |
| 타격 코치     | 김지훈                | 김내철            |
| 주짓수 코치   | 석상준                | 장덕영            |
| 매니저        | 로드걸 민제이, 박진아 | 타히티 지수, 아리 |

- 스페셜 멘토 : 정문홍

### 에피소드
- 총 10회

## 관련 방송
- 로드맨 베이징 익스프레스
- 겁 없는 녀석들

## 같이 보기
| - 로드 FC - 로드 FC 챔피언 목록 - 로드 FC 대회 목록 - 로드 FC 기록 목록 - 현 로드 FC 선수 목록 - 로드 FC 어워즈 |